# Пахомово (посёлок, Заокский район)
Пахо́мово — посёлок в Заокском районе Тульской области России. В рамках организации местного самоуправления входит в Демидовское сельское поселение.
До 2013 года в рамках административно-территориального устройства являлся центром Пахомовского сельского округа Заокского района.

## География

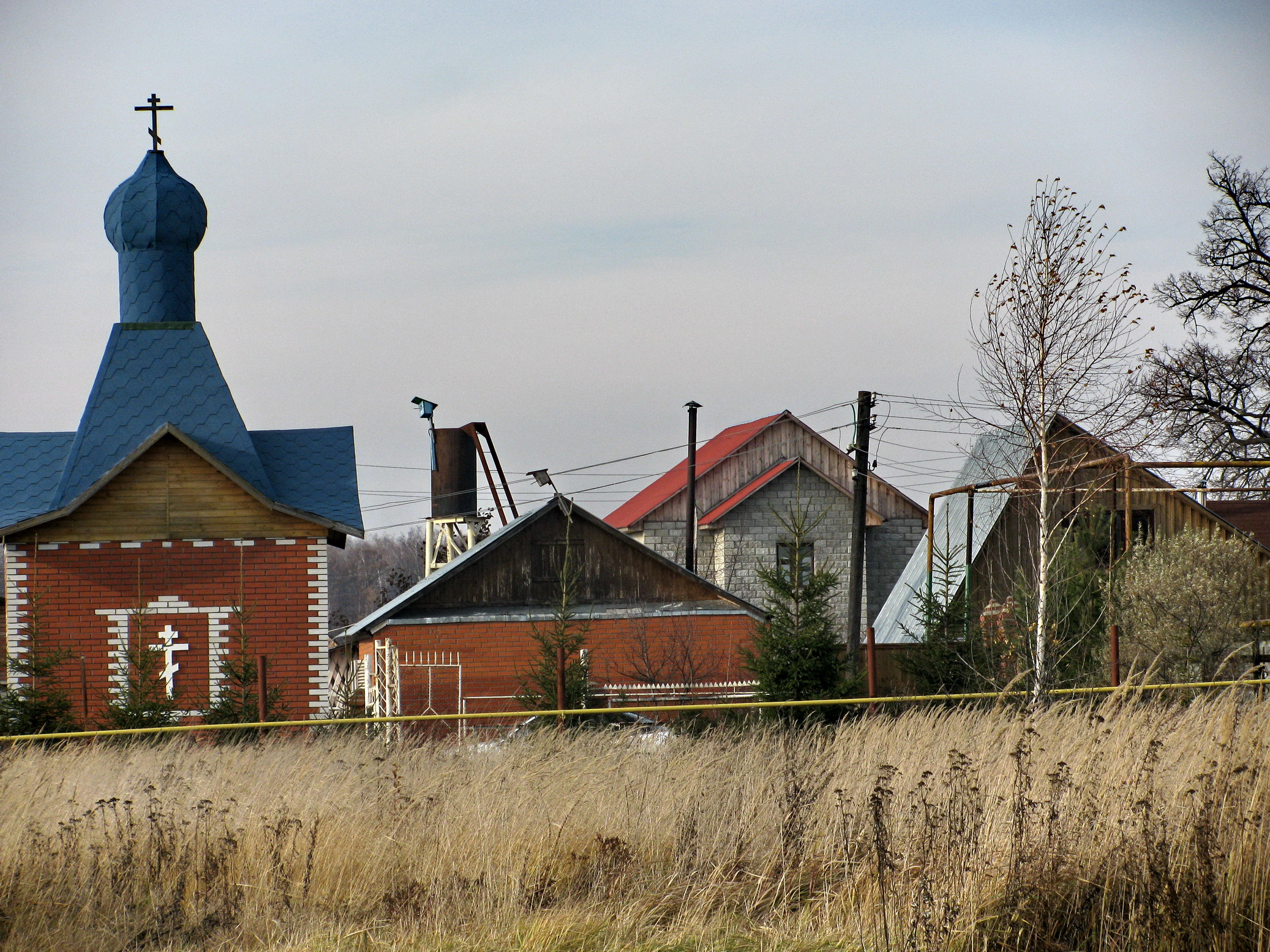
Вид посёлка

Расположен в 140 километрах южнее Москвы и в 60 километрах севернее Тулы. Через посёлок проходит автодорога Р-115 «Ненашево — Кашира».
В Пахомово находится платформа «Пахомово»  железнодорожной ветки Курского направления Московской железной дороги. 

## История
Исторически Пахомово было деревней в составе Алексинского уезда. Было приписано к церковному приходу в селе Острецово.
Крестьяне в Пахомове принадлежали следующим помещикам:
- Ревизия 1782
- Ревизия 1795
- Ревизии 1811 и 1816 гг.: Полевой Дмитрий Николаевич
- Ревизии 1834, 1850 и 1858 гг.: его дочь Терпигорева Елена Дмитриевна. Последней принадлежали также деревня Перешибово и часть села Белолипки, и она часто переводила крестьян из селения в селение.

### Советский период
29 ноября 1929 года образование Пахомовского района Тульской губернии. 20 января 1930 года Пахомовский район Тульской области был переименован в Заокский.  
В советский период на территории поселка находился «Племзавод Пахомово» в котором занимались разведением свиней и коров, выращивались овес, ячмень, пшеница, рожь. Был собственный молокозавод. В настоящее время сельскохозяйственной деятельности нет.
С середины 1990-х годов и по настоящий момент земли сельскохозяйственного назначения активно распродаются под дачи.
Посёлок Пахомово ранее входил в состав Пахомовского сельского поселения и являлся его центром.

## Население
| 2002 | 2010  |
| ---- | ----- |
| 1055 | ↘1006 |

В поселке проживают русские, цыгане, недавно заселились армяне, таджики.

## Инфраструктура
В посёлке располагаются Пахомовская средняя школа и Дом культуры. Недавно была построена Серафимовская церковь.
В 1,5 километрах от железнодорожной платформы «Пахомово» находится аэродром, на котором осуществляется подготовка курсантов лётного училища. Также на аэродроме есть возможность осуществить прыжок с парашютом.